# Nick Van Eede
Nick Van Eede, född 14 juni 1958, är en engelsk musiker, musikproducent och låtskrivare. Han är bäst ihågkommen för att han skrev och sjöng hitlåten "(I Just) Died in Your Arms" från 1986 för sitt band Cutting Crew.

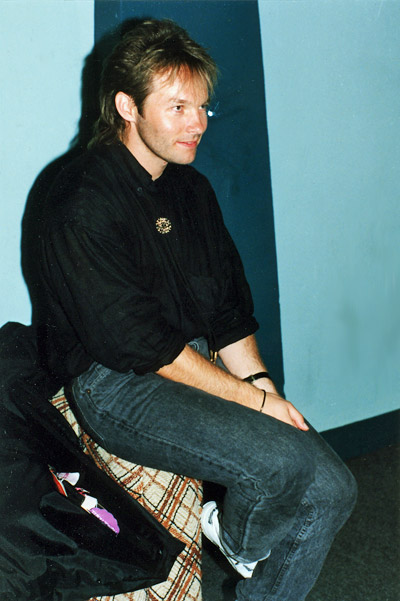
Van Eede 1985.

## Diskografi

### Cutting Crew
- 1986 Broadcast
- 1989 The Scattering
- 1992 Compus Mentus
- 2006 Grinning Soul